# Samaria (oraș)
Samaria (în ebraică: Shomron שומרון, în  greacă: Samaria - Σαμάρεια, ulterior Sevaste sau Sevasti) a fost un oraș antic în Palestina sau Țara lui Israel, capitala regatului antic Israel din secolele al IX-lea - al VIII-lea î.Hr. Ruinele Samariei se află în preajma satului arab palestinian Sebastia sau Sabastiye din Munții Samariei, care a prezervat denumirea grecească a locului, dată la vremea respectivă de Irod cel Mare. În prezent, aceste ruine se află pe teritoriul aflat sub control militar israelian, în Parcul Național Samaria, nu departe de orașul Nablus (anticul Sihem), pe un deal înalt de 90 metri. Parcarea și șoseaua care duce spre parcul național Samaria-Sebastia se află sub jurisdicția Autorității Naționale Palestinene. 

## Numele
După tradiția biblică Samaria, în ebraică Shomron, s-ar fi numit după Shemer, proprietarul sau clanul dealului cumpărat de regele Omri pentru a zidi cetatea. (Regi 1, 16:24) 
"וַיִּקֶן אֶת הָהָר שֹׁמְרוֹן מֵאֶת שֶׁמֶר בְּכִכְּרַיִם כָּסֶף וַיִּבֶן אֶת הָהָר וַיִּקְרָא אֶת שֵׁם הָעִיר אֲשֶׁר בָּנָה עַל שֶׁם שֶׁמֶר אֲדֹנֵי הָהָר שֹׁמְרוֹן."
(Regi I, 16, 24, în Biblia creștină ortodoxă 3 Regi)
„Omri a cumpărat muntele Samariei, cu doi talanți de argint, de la Semer, stăpânul acelui munte; pe munte a ridicat ziduri, iar muntele pe care el a zidit s-a numit Samaria, după numele lui Semer, stăpânul muntelui”
Pe de altă parte denumirea Shomron poate să-și găsească o explicație verosimilă ca Turn sau Munte de pază (rădacina shmr - shamor= a păzi).

## Poziția geografică
Cetatea Samaria - Sebastia se află în centrul regiunii Samaria,lângă șoseaua  nr.60 dintre orașele Nablus și Jenin
și lângă satul arab palestinian Sabastiya.
Samaria antică a fost zidită pe vârful unui deal, cunoscut azi ca Tel Shomron care domina calea antică dintre orașul Sihem (Shkhem - azi Nablus) și Valea Izreel (Emek Izreel sau Esdraelon). Avea o poziție strategică, de pe deal putând fi văzută întreaga regiune. 
Tel Shomron cuprinde ruinele Samariei și ale Sebastiei ce i-a urmat. El face parte din Parcul național Samaria-Sebastia. 
În apropierea parcului național se află așezările evreiești Shavei Shomron și Midreshet Shomron (Seminarul religios Shomron).

## Istoria

### Regatul Israel

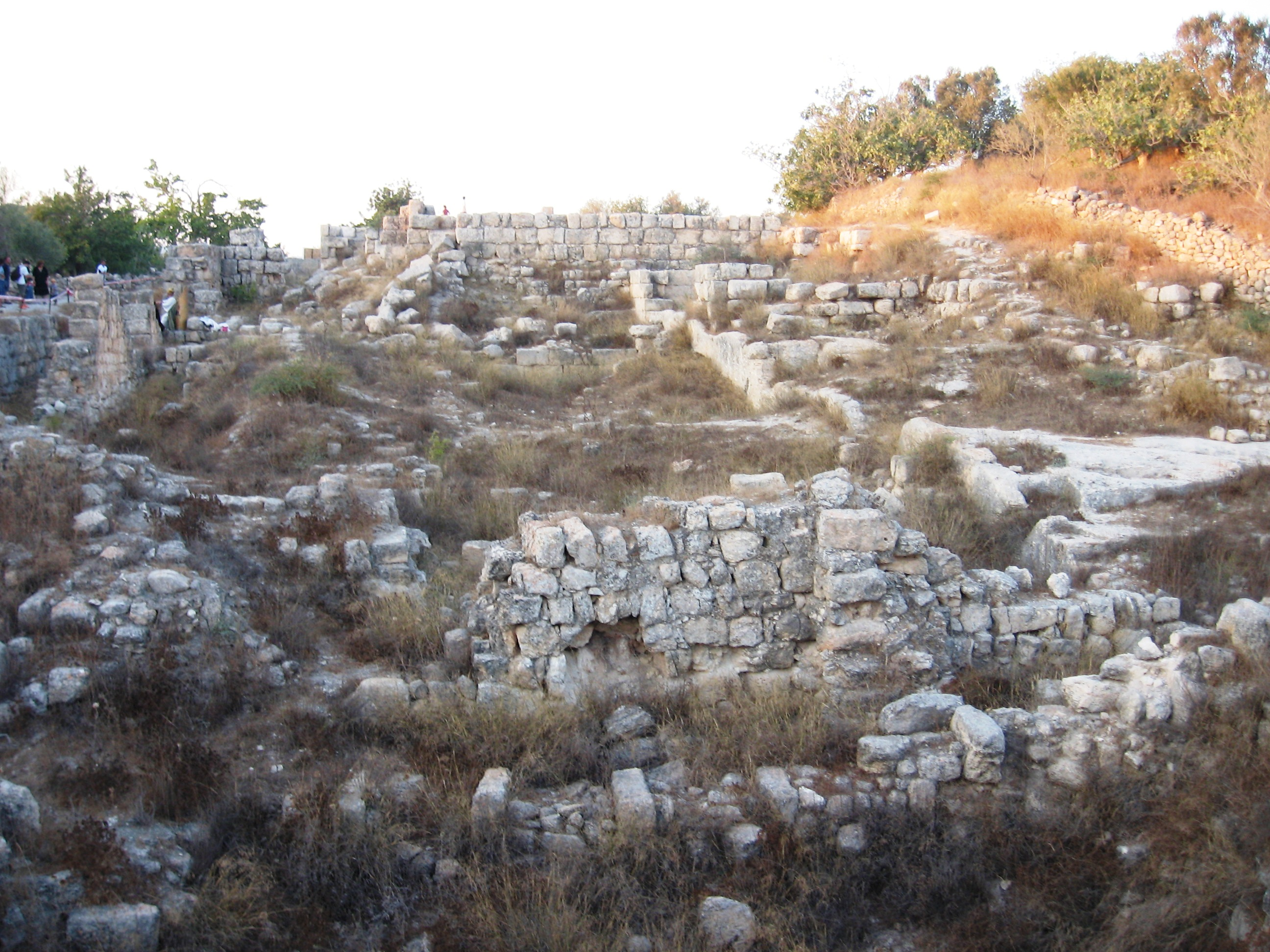
Vestigii ale temeliilor palatului regal al lui Ahab din Samaria antică

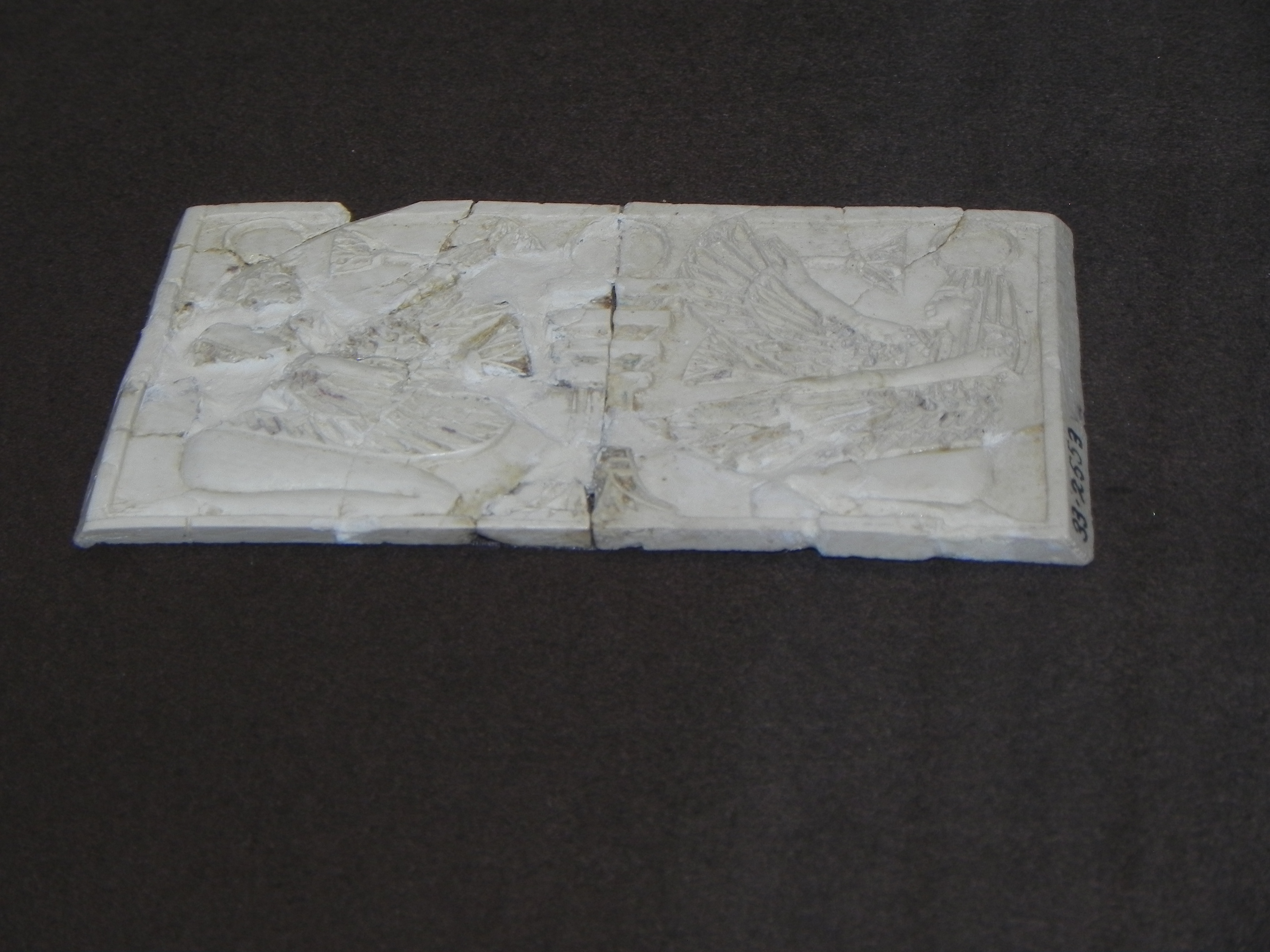
Fragment de decorație în fildeș pentru mobilier, cu reprezentări ale zeițelor egiptene Isis și Neftis, sec 8 î.Hr

Locul a fost locuit de oameni încă la 4000 î.Hr. și a găzduit o așezare caananită.
După Cartea Regilor din Biblia ebraică sau Vechiul Testament, cetatea a fost întemeiată, în jurul anului 882 î.Hr. de regele Omri al Israelului și, după tradiție, a fost denumită după un personaj local, Shemer, pe al cărui pământ roditor a fost clădită. 
Omri și-a mutat capitala de la Tirtza în cetatea cea nouă, care domina o importantă răscruce de drumuri. Asirienii numeau Samaria Casa lui Omri - Beit Omri sau Beit Humri. În urma înfrângerii lui Omri în conflictul cu regatul Aram al Damascului, arameii au obținut permisiunea de a deschide în oraș un târg (hutzot = străzi) pentru proprii lor negustori.
Fiul lui Omri, Ahab (Ahav) (873-852 î.Hr.) a întărit cetatea și a zidit în incinta ei clădiri somptuoase. Una din ele era Casa  fildeșului (Beit Hashen), din care s-au descoperit urme în excavațiile arheologice. În vremea sa Ahab a ridicat la Samaria, pentru soția sa, principesa feniciană Izabela, temple ale zeilor canaaneni-fenicieni Baal și Ashera, ceea ce a trezit mânia prorocilor evrei în frunte cu Ilie. Și în vremea lui Ahab regatul israelit s-a aflat într-un aprig conflict cu arameii și aliații lor, care sub conducerea regelui Damascului, Ben Haddad al II-lea au asediat Samaria. Ahab a izbutit să spargă asediul, biruiască și să-i biruiască pe adversari la Afek.În timpul domniei sale.
În timpul domniei regelui Ioram ben Ahab, Samaria a fost din nou asediată de aramei, iar locuitorii au suferit de foamete.  
În cele din urmă căpetenia oastei, Iehu Ben Nimshi, a detronat dinastia lui Omri, omorându-i urmașii, și a înlăturat cultul lui Baal din Samaria.
Samaria a continuat să fie capitala regatului Israel și după căderea dinastiei lui Omri, ajungând la culmea înfloririi în timpul domniei lui Ieroboam al II-lea (Yaravam ben Yoash sau Yaravam Hashení) (aprox. 798-748 î.Hr.). În timpul său regatul s-a extins, iar aristocrația din Samaria și-a întărit puterea.
Prorocii evrei Osea și Amos nu s-au zgârcit la cuvinte pentru a denunța cu asprime aroganța și luxul orbitor al bogaților din Samaria.
„Iată că ei stau tolăniți pe paturi de fildeș și stau întinși în așternuturile lor și mănâncă miei din turmă și viței crescuți în staul. 
Se arată dibaci în cântece de liră și întocmai ca David se întrec în instrumente muzicale;
Beau din cupe vin și din pârga untdelemnului își fac miresme pentru uns și nu le pasă de prăbușirea casei lui Iosif! Pentru aceasta ei vor fi duși în robie în fruntea robilor și strigătul de bucurie al celor fără frâu va dispărea”

### Cucerirea de către asirieni
Orașul a fost suferit distrugeri prin anul 721 î. Hr. în vremea cuceririi țării de către asirieni sub conducerea regelui Salmanasar al V-lea și a urmașului acestuia la putere, Sargon al II-lea. 
Sub asirieni, localitatea a devenit reședința guvernatorilor asirieni ai provinciei numite Samaria.
Numeroși locuitori ai Samariei au fost luați de asirieni în deportare în locuri îndepărtate ale imperiului, iar în locul lor au fost colonizați locuitori , tot vorbitori de limbi semite, ai Mesopotamiei, care au dat naștere populației cunoscute mai apoi sub numele de samariteni.

### Perioada persană și cea  elenistică
Sub stăpânirea persană ahemenidă, începând din 529 î.Hr. orașul a fost capitala satrapiei Samarina.
Samaria și-a pierdut cu totul specificul ebraic-samaritean după cucerirea Palestinei de către Alexandru Macedon, devenind un oraș grecesc elenistic. Numele în limba română și în alte limbi provine din pronunțarea grecească a numelui orașului - Samaria.
Samaritenii s-au revoltat prin anul 331 î.Hr împotriva stăpânirii greco-macedoniene și l-au ars de viu pe guvernatorul Andromachos. Circa 300 persoane, inclusiv femei și copii din oraș s-au ascuns cu bunurile lor într-o peșteră la Wadi ad-Daliyeh, la nord de Ierihon. Ei au fost descoperiți de soldații macedoneni și omorâți prin asfixia produsă de aprinderea unui foc la intrarea în peșteră. În anii 1960 beduini au descoperit în peșteră schelete    și fragmente de papirusuri din documentele lor personale cu bule de lut purtând nume și motive in stiluri diverse, locale, persane și grecești. În anul 333 î.Hr.drept pedeapsă, Samaria a fost repopulată de Alexandru cu soldați macedoneni eliberați la vatră,   
Drept consecință, Samaria a încetat de mai fi principalul centru al samaritenilor, acesta fiind transferat la Sihem (Shhem) și la templul de pe Muntele Garizim. Samaria a devenit o colonie greacă. Noii ocupanți ai cetății au adaugat la vechiul zid câteva turnuri rotunjite, mai puțin vulnerabile în fața balistelor și caracteristice fortărețelor elenistice. 

### Iudeea hasmoneeană și herodiană - Sebastia

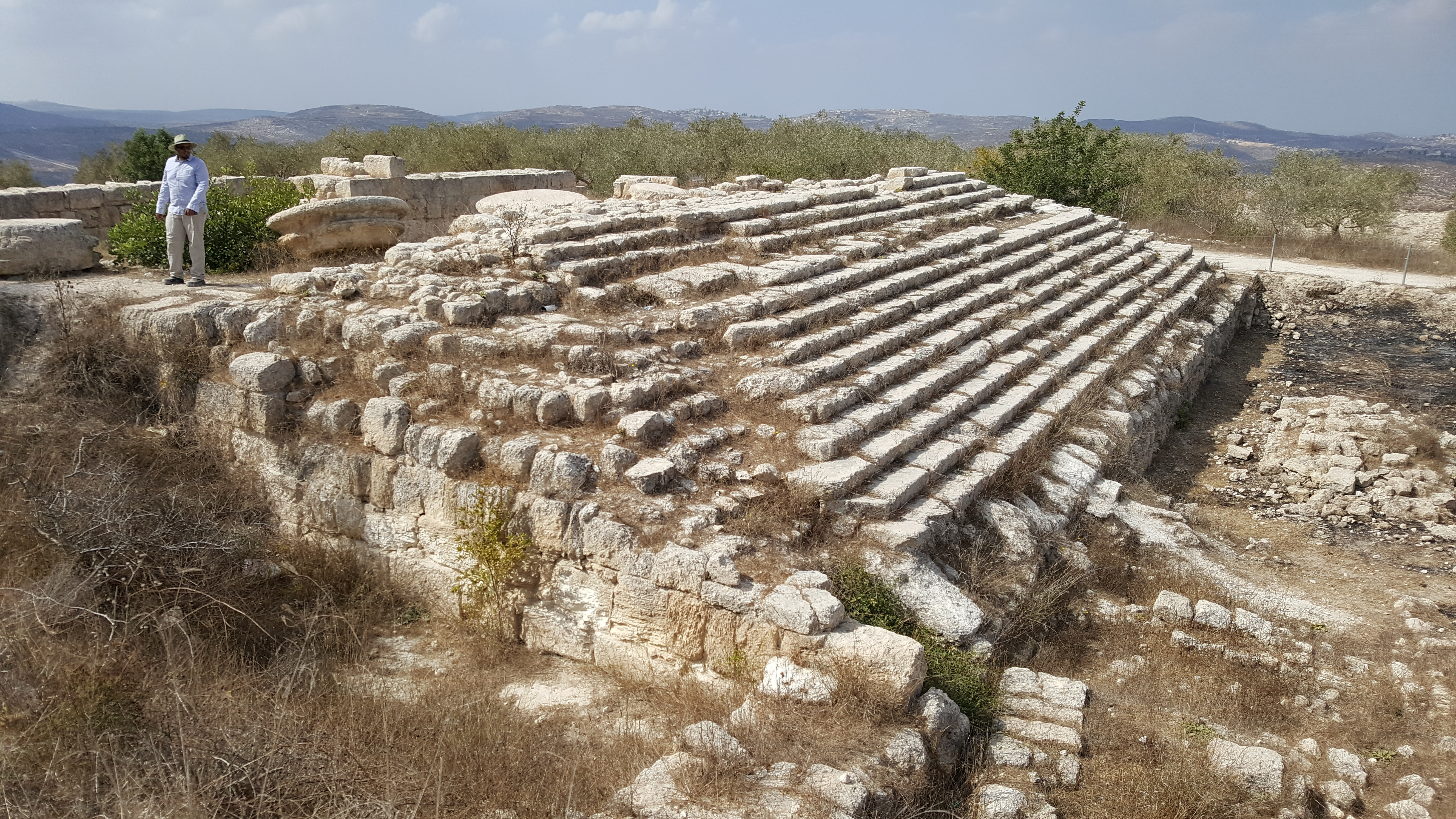
Ruinele Augustaeumului din Sebastia

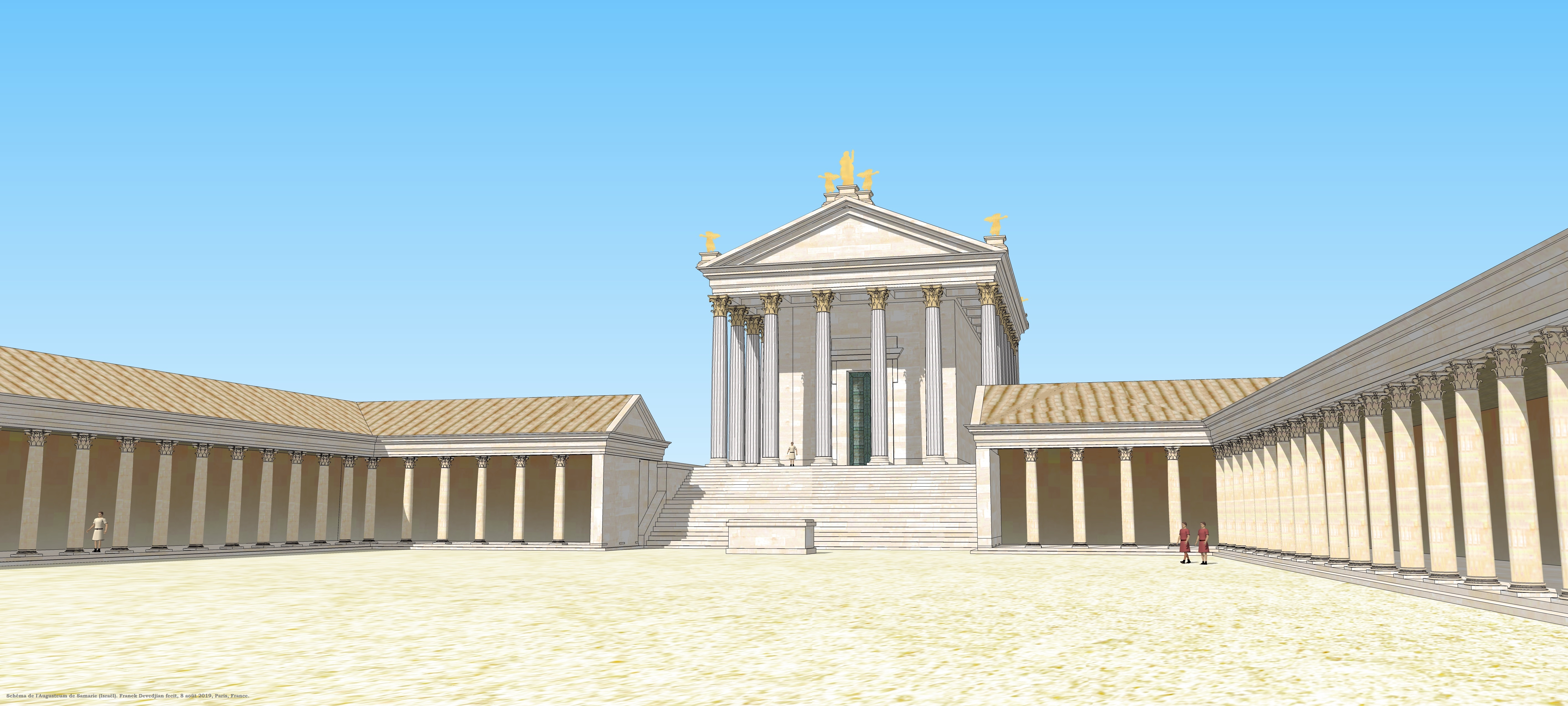
Reconstituire a Augustaeumului (sau Sevasteion) din Sebastia. Era înalt de 29 m

Samaria elenistică a fost distrusă până la temelie în anul108 î.Hr. în cursul cuceririi ei de către regele hasmoneu al Iudeii,Ioan Hyrcanos (Yohanan  Hyrkanos).
După cum indică monedele găsite la fața locului, Samaria a fost iar repopulată în vremea Hasmoneilor.
În anul 63 î.Hr. ea a fost cucerită de Pompeius și anexată la provincia romană Syria. În anul  57 î.Hr a fost restaurată de generalul Gabinius.
În anul 30 î.Hr. Cezar August a hotărât să dăruiască regiunea Samariei devotatului său vasal, regele Irod (Hordos sau Herodes) al Iudeei. 
Irod cel Mare a reconstruit Samaria pe o suprafață de 64 hectare,și i-a dat numele grec de Sevaste sau Sebastia (Σεβαστη), în cinstea lui Octavianus Augustus, al cărui nume elen era Sevastos. Această reconstrucție a fost unul din proiectele de construcții cele mai însemnate ale lui Irod.
Irod, care a dat o atenție deosebită poziției geografice a orașului în plin centru al regatului iudeu, a decis să-l dezvolte și să-l populeze cu oșteni eliberați, mercenari străini, care juraseră credință regelui. El a înconjurat cetatea cu un zid lung de 3,500 metri, iar în mijlocul ei a clădit un templu impunător denumit Augustaeum, și acesta în cinstea împăratului Augustus. Irod a plănuit orașul după modelul unei urbi romane, cu stadion, forum și teatru.
Irod a sărbătorit la Sevaste una din numeroasele sale nunți, de asemenea acolo și-a executat doi dintre fii.

### Noul Testament

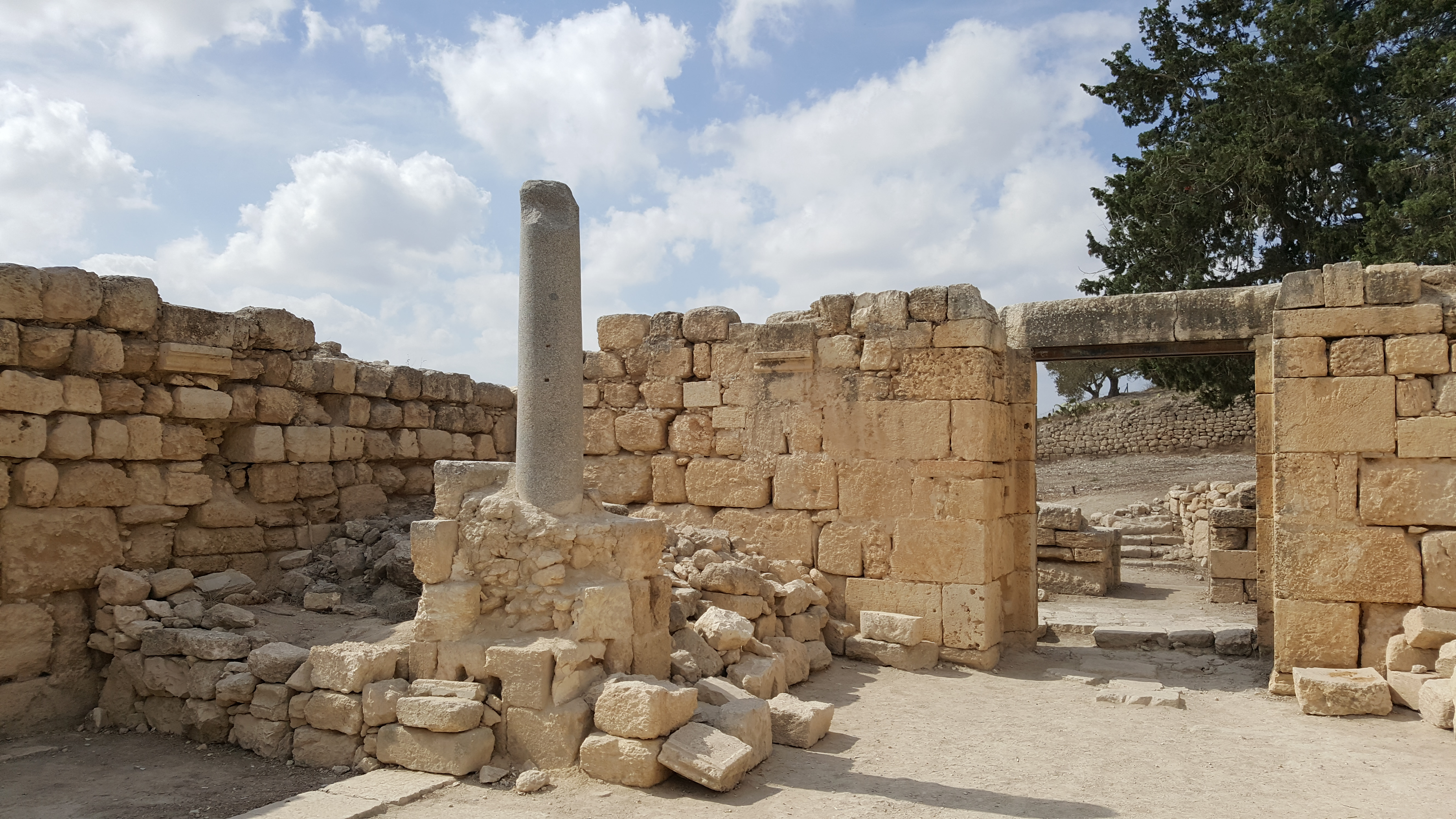
Intrarea în biserica bizantină din Sebastia

Orașul este menționat și în Evanghelii sau Noul Testament în drumurile lui Iisus și ale tovarășilor săi de credință, ca un loc însemnat pe axa muntoasă dintre Ierusalim și Nazaret. 
În Evanghelia lui Ioan se amintește trecerea lui Isus prin Samaria și discuția lui, la un izvor, cu o femeie samariteană.
În Faptele Apostolilor 8, 4-13, se povestește cum apostolul Filip a mers la Samaria, a predicat acolo vestirea creștină și a lecuit bolnavi. Între cei convertiți acolo s-a numărat și Simon Magul.

### Perioada romană și bizantină
După moartea lui Irod cel Mare, fiul său, tetrarhul Irod Archelaus a stapanit in Samaria, Iudeaa si Idumaea intre anii 4 î.Hr. și 6 d.Hr. Apoi Samaria  a intrat în componența Provinciei Iudeea, condusă de procuratori romani. În anul 39 d.Hr împăratul  Claudius a atribuit acest teritoriu, inclusiv Samaria, lui Irod Agrippas I, care a stăpânit-o până în anul 44.
Sebastia a suferit distrugeri din nou cu prilejul înăbușirii Marii revoltei antiromane a evreilor în anii 66-77 d.Hr. După ce împăratul Vespasian a fondat la Sihem noul oraș Flavia Neapolis, Nablusul de astăzi, Sebastia a pierdut din importanță.
În vremea împăratului Septimiu Sever prin 200 d.Hr. așezarea a primit statutul de colonie romană, iar clădirile herodiene au fost restaurate.
În epoca bizantină orașul Sebastia a decăzut iarăși, în favoarea orașului Neapolis (Nablus)  fiind amintit ca  „„orășel” în scrierile lui Eusebiu din Cezareea.

### Epoca arabă. Cruciadele
În 636 ea a fost cucerită și distrusă de arabi.
În vremea cuceririi cruciate în  1099 Sebastia era un  mic sat, având o mănăstire. Ulterior cruciații au transformat-o într-un loc de pelerinaj, în virtutea unei legende după care aici a fost îngropat capul lui Ioan Botezătorul.  Ei au înălțat aici un sanctuar, cuprinzând un palat episcopal și o biserică catolică impunătoare închinată lui Sf.Ioan Botezătorul, actualmente moscheea  satului Sabastiye.
După victoria lui Saladin la Karney Hittin în 1187 localitatea a căzut în mâinile musulmanilor, care au transformat biserica în moscheea Nabi Yahiya (moschea prorocului Ioan). Cu timpul așezarea antică a fost abandonată, și în preajma ei a luat ființă satul arab Sabastiye sau Sebastia.

### Epoca modernă
Între anii 1517-1918 Samaria s-a aflat sub stăpânire otomană. În 1867, în anii dominației otomane vizitatori străaini au găsit aici un sat aproape în întregime musulman de 400 locuitori 
În 1918-1948 Palestina, inclusiv Samaria, a intrat sub administrație britanică. 
Între anii 1948-1967 Samaria a făcut parte din regatul Iordaniei, iar în iunie 1967 a intrat sub control militar israelian.
La sfârșitul anului 1976 mișcarea religioasă-sionistă Gush Emunim a încercat să înființeze o așezare evreiască pe locul vechii gări otomane Sebastia. 
Guvernul Israelului nu a aprobat aceasta și grupul de coloniști a fost transferat într-un alt loc în regiunea Samaria, unde a întemeiat așezarea Elon More, apropiată de Nablus.

## Săpăturile arheologice
În anii 1908-1910 cercetători de la Universitatea Harvard au efectuat primele excavații arheologice la Samaria.
fruntea lor s-a aflat George Andrew Reisner, secondat de angajatul său, inginerul Gottlieb Schumacher. In cele din urmă Reisner l-a concediat pe Schumacher, înlocuindu-l cu arhitectul Clarence S.Fisher, care a participat înainte la cercetări arheologice în Mesopotamia, și cu D.G Lyon În excavații a fost dezvelită aripa de vest a cetății Samariei din vremea regilor Israelului, Omri și Iehu.    
A doua rundă de săpături a avut loc în anii 1931-1935, cu participarea a unor arheologi trimiși de cinci instituții, între care Universitatea Harvard, Fondul de cercetare a Palestinei, Școala britanică de arheologie din Ierusalim și Universitatea Ebraică din Ierusalim. Săpăturile au fost conduse de John Winter Crawfoot, directorul Școlii britanice de arheologie din Ierusalim, ajutat de soția sa, botanista Grace M. Crawfoot, precum și de arheologi ca Kathleen Mary Kanyon și Elazar Lipa Sukenik.  În cursul excavațiilor s-a remarcat că Samaria a fost distrusă în repetate rânduri, și că la fiecare reclădire a cetății s-au folosit pietre din clădirile vechi la construcția celor noi, ceea ce a produs greutăți la identificarea diverselor straturi istorice. 
În anii 1965-1967 Departamentul de antichități al Iordaniei sub conducerea lui Fawzi Zayadin a efectuat săpături restrânse , mai ales în zona teatrului și a templului lui August.  

### Parcul național Samaria (Shomron - Sebastia)  Tel Shomron
Saitul excavațiilor arheologice de la Sebastia a fost declarat de Israel ca parc național și este administrat
de Administrația pentru natură și parcuri naționale a Israelului și intrarea în el era inițial cu plată.
Locuitori ai satului apropiat Sabastiye au deschis la fața locului restaurante și prăvălii de suveniruri. Suprafața parcului național este de 21,8 hectare. În prezent accesul este gratuit, dar numai pentru grupuri organizate de turiști, în coordonare cu armata israeliană. Intrarea de automobile individuale este permisă numai în circumstanțe speciale,ca de pildă sărbătorile evreiești de Paște și Sukot, când automobilele pot intra sub escortă militară.
Se pot vedea vestigii din perioade istorice diferite, mai ales ale unor clădiri publice și sanctuare religioase din epoca herodiană/romană precum și ruine ale unor fortificații și turnuri elenistice. De asemenea se văd vestigiile străzii romane cu stâlpi Cardo care servea drept centru comercial. Cardo-ul este de după domnia lui Irod cel Mare, dar se pare, ca a existat o asemenea stradă și în timpul său.   
Orașul irodian a cuprins străzi, forum, basilica, templul Augustaeum,iar pe povârnișul de nord - un stadion sau o curte peristil și un  teatru
- Teatrul roman - pe coasta nordică a dealului cetății (a Acropolisului) la nord-est de templul lui August - se poate zări un mic teatru (diametru:65 m), construit în primul sfert al secolului al III-lea pe panta naturală a dealului. [8]/Băncile vizibile astăzi sunt, în parte, originale, altele reconstruite. În partea inferioară teatrul număra 14 rânduri de bănci.
- Turnul elenistic - vestigiile unui turn rotund elenistic, parte din zidul care înconjura centrul orașului. Se află lângă teatru și era legat de zidul cetății israelite.
- Augustaeum (Templul lui August) - templu în stil italic-roman, la origine înalt de 29 metri, construit de Irod cel Mare, pe vârful dealului, în centrul unei platforme largi, susținută pe laturi de arcuri și bolți subterane. Ridicat pe un postament cu trepte înspre fațadă, era orientat spre sud, ca un templu roman tipic.[9] Din el s-a păstrat casa treptelor și bazele unei coloane gigante. Sub temeliile templului s-a dezvelit partea de vest a palatului din  perioada regilor Israelului.
- Palatul regilor Israelului: tot pe vârful dealului, în Orașul de sus (Akropolis) regii israeliți au zidit la Samaria o cetățuie solidă înconjurată de un zid dublu:interior și exterior, din care s-a conservat o parte. Între Augustaeum și teatru în incinta mărginită de zidul dublu, s-au păstrat câteva părți dintr-un palat identificat cu Casa fildeșului - Beit Hashen, palatul menționat în Biblie ca fiind  construit de regele Ahab. Pe pavimentul căruia s-au găsit decorații din fildeș în stil fenician  („Fildeșuri de Samaria”) care au servit la decorarea tronului.

În perimetrul palatului s-au descoperit o trezorerie - Casa cu ostraca - după câte se pare, din vremea regelui Ieroboam al II -lea (Yaravam al II_lea) și conținând asa numitele ostraca de Samaria, având inscripții cu cerneală neagră, inclusiv documente ale unor transporturi de ulei și vin și ale taxei regelui.
Pe coasta și la picioarele dealului se intindea Orașul de jos. Orașul de jos israelit a fost puțin excavat și lăsat la iveală puține vestigii. 
- Complexul roman-bizantin - la est de teatru, cuprinde [10]
  - ruinele Forumului Sebastiei - la est de Akropolis, cu basilica pe latura de vest[11]
  - un templu roman - dedesubtul Acropolei, pe o terasa la nord, dedicat lui Kore sau Persefona, fiica Demetrei și zeiță a fertilității [12]
  - Basilica romană și biserica bizantină - aflate la sud-est de palatul regal israelit. În evul mediu biserica a fost încorporată într-o mănăstire cruciată.
  - un fragment de strada pavată, însoțită de un apeduct care aducea apa în oraș de la izvoarele din est[13]
- Biserica cruciată, zidită pe fundamentele unei biserici bizantine, se află actualmente în satul Sabastiye si a fost transformată în moschee. Este considerată locul de înmormântare al capului lui Ioan Botezătorul  si de aceea moscheea se numeste în cinstea acestuia Nabi Yehiya (Yehiya fiind numele în arabă al lui Ioan Botezatorul)
- Strada cu colonadă - se află la sud de bazilica bizantină, pornește de la Poarta de vest și se indreaptă spre răsărit, traversând de la vest la est centrul orașului Sebastia din epoca romană. Lungimea ei originară era de peste 800 metri  și era prevăzută cu 600 coloane.

Numeroase coloane s-au păstrat. În partea de est s-au păstrat trepte care urcă spre Forum.
- Poarta de vest din epoca elenistică (sec. IV î.Hr)

Un turn elenistic pătrat, a fost încorporat în  poarta reconstruită de romani în timpul lui Septimius Severus Noua poartă a fost prevăzută cu trei turnuri. În acea vreme zidul cetății Samaria a avut o circumferință de 3-3.5 km.
- "Stadionul" sau poate, o curte peristil lungă de 230 metri și lată de 60 metri, la marginea de nord-a  dealului, pe un teren plat. O inscripție pe un altar în acest loc era închinată de un mare preot zeiței Kore.